# 船ヶ山哲
船ヶ山 哲（ふながやま てつ、1976年1月14日 -）は、映画＆ドラマ俳優（役者）、シンガー（歌手）、テレビ＆ラジオのパーソナリティー、日本のビジネス書作家。
株式会社REMSLILA代表取締役。

## 人物
神奈川県出身。15冊の書籍を発行し著者として活動を行う傍ら、現在は俳優及び歌手として精力的に活動を行っている。

## 出演

### テレビ
- 船ヶ山哲の「超・起業思考」（テレビ神奈川）
- 船ヶ山哲のラジオセミナー[1]（テレビ神奈川）※番組終了

### ラジオ
- 船ヶ山哲 猫のラジオ（interfm、2024年10月～）
- STARTING A BUSINESS（FM大阪、FM新潟[2]）
- Change Your Life（FMヨコハマ）[3] ※2024年3月31日（FMヨコハマ放送分）を以て番組終了。
- 船ヶ山哲のラジオセミナー（FM新潟）※番組終了
- シック、すっく、シュクル（CityFMさいたま(REDS WAVE)）※番組終了
- 世界に誇る！元気印カンパニー（CityFMさいたま(REDS WAVE)）※番組終了

### 映画
- door（ 主演：洋二郎役）劇場公開 （2026年予定）
- センティエントゲーム（鈴木秋人役）劇場公開（2026年予定）
- 佐藤さんと佐藤さん（北条悟役）劇場公開 （2026年予定）
- 国境なき男たち（主演：カイドウ役）劇場公 開 （2026年予定）
- 風の庭のごちそう（風早悟志役）劇場公開 （2026年予定）
- ワクチン（葉山一樹役）劇場公開（2026年2月予定）
- 父と娘の7日間戦争（主演：阿川久兵衛役）劇場公開（2025年11月予定）
- ソーゾク（田中忠介役）劇場公開 （2025年10月 予定）
- バッコン！（谷口哲 史役）劇場公開 （2025年9月予定）
- 49日の真実（篠塚博人役）劇場公開（2025年）[4][5]
- 2025年7月5日午前4時18分（主演：原大智役）劇場公開（2025年）[6]
- 鉛筆と消しゴム（主演：経堂淳平役）劇場公開（2025年）
- エクス（主演：元部ケイゴ役）U-NEXT公開（2023年）
- 森の中のレストラン（主演・瀬田京一 役）劇場公開（2022年）
- オーバードクター（準主演：加藤真之介役）ロンドン映画祭　月間賞受賞作品（2021年）

### ドラマ
- いつか、ヒーロー：朝日放送（2025年）- 小林啓太 役
- やぶさかではございません：テレビ東京（2025年）- 小林大輔 役
- マリリンと未来妄想日記：スピンオフ（2025年）- 小鳥遊晴喜 役
- トーキョーカモフラージュアワー（2025年1月20日 - 3月24日、朝日放送テレビ） - 大崎課長 役[7]
- 最高のオバハン中島ハルコ〜マダム・イン・ちょこっとだけバンコク〜：東海テレビ・フジテレビ（2025年） - 小鳥遊晴喜 役[8]
- チェイサーゲームW2：テレビ東京（2024年）
- そんな家族なら捨てちゃえば?：関西テレビ（2024年）
- シークレット同盟：読売テレビ（2024年）
- 肝臓を奪われた妻：日本テレビ（2024年）
- カラフルブル：読売テレビ（2021年）

### 情報番組
- 原田龍二の日本全国！湯一無二（ナレーター）＆ゲスト出演

## 音楽
- 破滅の鐘　映画「2025年7月5日午前4時18分」主題歌
- パラドックスの嘘 映画「鉛筆と消しゴム」主題歌＆情報番組「原田龍二の日本全国！湯一無二」テーマソング
- そんなミライ（TOKYOMX2ドラマ「傀儡の声」挿入歌＆ラグビー リーグワン２０２５テーマソング）2024年9月29日（世界同時配信：184ヶ国）

## 書籍
- オフを整える（スバル舎）
- 捨てられた僕と母猫と奇跡（プレジデント社）
- 夏休みの1週間で308万円稼いだ小学生（徳間書店）
- 2030年 得する生き方、損する習慣（徳間書店）
- 最初に知っておきたい「お金の哲学」（主婦の友社）
- 10歳から始める起業家になるための7つのレッスン（辰巳出版）
- まだ間に合う！定年までに複数収入をつくる「お金革命」（きずな出版）
- 会社を辞めずに収入を月50万円増やす!（集英社）
- 武器としてのビジネススキル（PHP研究所）
- 最速の稼ぎ方（徳間書店）
- 洞察のススメ（きずな出版）
- 超・起業思考（きずな出版）
- 稼ぎたければ、捨てなさい（きずな出版）
- 大富豪から学んだ世界最強の儲けの教え（サンクチュアリ出版）
- 売り込まずにお客が殺到するネット集客法（セルバ出版）

### 連載
- LEON（WEB連載）
- BOSS（2019年１月～）
- THE21（2018年1月～）